# 樋口哲生
樋口 哲生（ひぐち てつお）は、日本のホルン奏者。

## 略歴
- 京都市立堀川高等学校音楽コース卒業、逢坂知訓と黒沢勝義に師事。
- 1972年 - 読売日本交響楽団に入団
- 1974年 - ベルリン芸術大学に入学、ゲルト・ザイフェルトに師事。
- 1976年 - 同大学を卒業。帰国後、読売日本交響楽団に復帰。ソロ奏者をつとめる。
- 1984年 - ロンドンに留学、ジュリアン・ベーカーに師事。
- 1988年 - NHK交響楽団に首席奏者として入団。以後2008年まで首席奏者として活躍する。
- 2006年 - 日本ホルン協会会長に就任。
- 2009年 - NHK交響楽団を退団。
- 現在、東京ホルンカルテット、つの笛集団、紀尾井シンフォニエッタなどで室内楽奏者、ソリストとして活躍。また、昭和音楽大学の特任教授として後進の指導にあたる。

## 主なCD作品
- 「東京ホルン4重奏団 リサイタル」（キングレコード）
- 「ダンス マルシェ／東京ホルン4重奏団」（ビクター）

## 主な著書
- 『うまくなろう!ホルン』（1999年6月、音楽之友社）ISBN 978-4276145375